# Svárov (ort i Tjeckien, Mellersta Böhmen)
Svárov är en ort i Tjeckien.   Den ligger i regionen Mellersta Böhmen, i den centrala delen av landet, 19 km väster om huvudstaden Prag. Svárov ligger 384 meter över havet och antalet invånare är 266.
Terrängen runt Svárov är huvudsakligen platt, men söderut är den kuperad. Runt Svárov är det mycket tätbefolkat, med 1 463 invånare per kvadratkilometer. Närmaste större samhälle är Prag, 19,5 km öster om Svárov. Trakten runt Svárov består till största delen av jordbruksmark.